# Кобенков, Анатолий Иванович
Анато́лий Ива́нович Кобенко́в (9 марта 1948, Хабаровск — 5 сентября 2006, Москва) — русский советский поэт, эссеист, литературный и театральный критик, журналист. Переводил еврейских, латышских и польских поэтов.

## Биография
Анатолий Иванович Кобенков родился 9 марта 1948 года в Хабаровске. Мать, Дора Давыдовна Кобенкова, работала учительницей английского языка.
Вырос и учился в Биробиджане, где дебютировал в областной газете «Биробиджанская звезда».
Учился в Хабаровске, старшие классы заканчивал в вечерней школе, одновременно в 1964—1966 годах работал слесарем, учеником токаря, потом токарь второго разряда. В 1966—1970 годах — рабочим геологоразведочной экспедиции в Уссурийской тайге. Поступил в Литературный институт имени А. М. Горького на заочное отделение, в связи с призывом в армию приостановил учёбу в Литинституте.
Служил в рядах Советской армии под Хабаровском.
В 1973—1978 годах работал редактором радио Ангарского нефтехимического комбината (Ангарск, Иркутская область), в 1978—1991 корреспондентом газеты «Советская молодёжь» (Иркутск).
В 1978 году принят в Союз писателей СССР.
В 1980 году окончил Литературный институт имени А. М. Горького.
В начале 1990-х годов внутри Иркутской писательской организации возник разлад, причины которого носили политический и национально-культурный характер. В 1992 году образовалось Иркутское региональное отделение Союза российских писателей, в которое наряду с другими 10-ю писателями вошёл и А. Кобенков. После ухода из жизни Анатолия Шастина и Марка Сергеева, возглавлявших Иркутское писательское отделение, А. И. Кобенков стал руководителем этой организации.
С 1992 года вёл детскую театральную студию при школе-лицее № 47 города Иркутска, вёл на телеканале «Город» (Иркутск) ежедневную передачу, рассказывающую о книжных новинках.
С июня 1997 года ответственный секретарь Иркутской организации Союза российских писателей.
С 2005 года проживал в Москве.
Анатолий Иванович Кобенков умер 5 сентября 2006 года в Москве. Отпевание состоялось 8 сентября 2006 года в церкви Косьмы и Дамиана в Столешниковом переулке.

Похоронен на Переделкинском кладбище.

## Творчество
В Иркутске вместе с В. Распутиным, В. Трушкиным, Г. Гайдой входил в Клуб книголюбов, которым руководил М. Сергеев.
Окончил Литературный институт имени А. М. Горького. Творчество первокурсника Кобенкова со сдержанным гневом осуждал советский поэт Александр Жаров; дипломную работу Кобенкова — рукопись сборника стихов «По краям печали и земли» — со сдержанным восторгом поддержал советский поэт Евгений Винокуров.
Возглавлял в течение семи лет Иркутское отделение Союза российских писателей. Выступал как литературный и театральный критик, писал о живописцах и театральных деятелях Иркутска.
Редактор-составитель иркутских альманахов «Зелёная лампа» и «Иркутское время». Входил в редколлегии журналов «Сибирские огни» (Новосибирск), «День и ночь» (Красноярск), «Рубеж» (Владивосток). Был организатором Фестиваля Поэзии на Байкале, который летом 2010 года проводился в юбилейный десятый раз.
В 2001 году по просьбе сибирского католичества создал текст драматической мистерии «Благодарение Заступнице», которая при переложении на музыку Владимиром Соколовым и в постановке режиссёра Вячеслава Кокорина была благосклонно принята папским нунцием, прозвучав на театральных подмостках Иркутска, Томска и Москвы, и опубликована отдельным печатным изданием в оформлении художника Андрея Шолохова.
Стихотворения публикуются с 1963 года. Автор двенадцати поэтических книг и сборника литературных эссе, посвящённых творчеству поэтов Сибири. В Иркутске стихи входят в региональную школьную программу по внеклассному чтению.
Переводил еврейских, латышских и польских поэтов. Печатался в журналах и альманахах: «Новый мир», «Знамя», «Октябрь», «Континент» и других. Переведён на английский, немецкий, французский, испанский, польский, чешский и другие языки. В 2007 году вышла аудиокнига «Стихи Анатолия Кобенкова» с авторским чтением.
Член ПЕН-клуба (Русский ПЕН-центр).

## Интересные факты
- В 1978 году, в музыкальном фильме Заала Какабадзе «Младшая сестра» (Грузия-фильм, 1978), прозвучала песня на стихи Анатолия Кобенкова «Весна в седьмом классе»[16], в исполнении ВИА «Иверия». Эта же песня, в этом же исполнении звучит в финальных титрах фильма Владимира Котта «Громозека» (2010 год).

## Награды и звания
- Лауреат премии Иркутского комсомола им. Иосифа Уткина (1980)
- Лауреат премии Иркутского областного комитета по культуре (1997)
- Почётный интеллигент Монголии (1993)